# أ. جيمس غريغور
أ. جيمس غريغور (بالإنجليزية: A. James Gregor)‏ هو مؤرخ أمريكي، ولد في 2 أبريل 1929 في نيويورك في الولايات المتحدة، وتوفي في 30 أغسطس 2019 في بيركيلي في الولايات المتحدة.